# Handkurbel
Als Handkurbel oder Leier bezeichnet man die Kurbel als Bedienelement.

## Grundprinzip
Das Grundprinzip einer Handkurbel entspricht dem eines einarmigen Hebels in der Mechanik, wobei der Hebelarm dem Abstand des Handgriffes der Kurbel zum Lagerdrehpunkt im Zentrum der Kurbel entspricht. Das Drehmoment, das mit der Handkurbel erzeugt wird, entspricht der Kraft multipliziert mit der Länge der der Kurbel.

## Funktionen
Die Kurbeldrehung kann umgesetzt werden in eine Drehbewegung (Trommel, Getriebe), eine Längsbewegung (Seil, Schubstange, Spindel) oder eine Kippbewegung.

### Drehbewegung

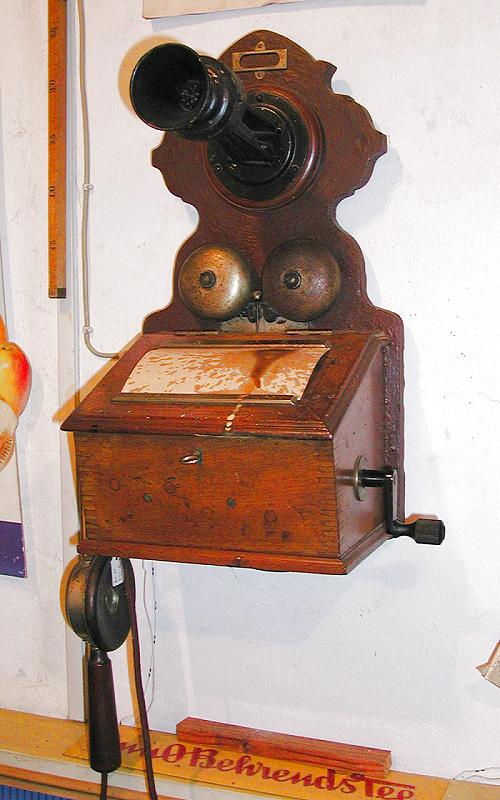
Altes Telefon mit Handkurbel für den Kurbelinduktor

- einer Handbohrmaschine, eines Schleifsteines oder anderer Handwerkzeuge oder Maschinen
- von historischen Rechenmaschinen oder anderen Büromaschinen
- von historischen Kaffeemühlen
- einer historischen Filmkamera bzw. Filmprojektors
- eines Fleischwolfs, einer Salatschleuder, einer Flotten Lotte oder anderer Küchenwerkzeuge
- eines Anspitzers
- einer Zentrifuge
- zum Aufwickeln mit einer Winde, Haspel (Kabeltrommel, Angelrolle oder Drachenschnurspule)
- eines Handkurbelplanetariums nach Wilhelm Schickard
- der Walze einer Drehorgel, Drehleier oder eines anderen Musikinstruments
- einer Schranke
- Starten eines historischen Verbrennungsmotors
- eines Rollladens oder einer Markise

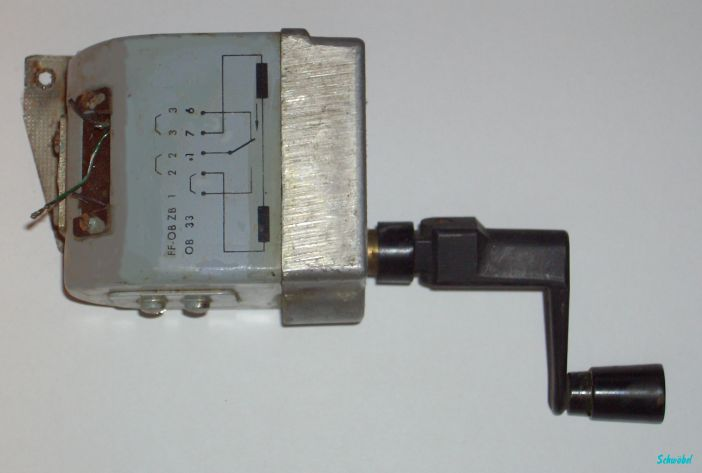
Kurbelinduktor in der Fernmeldetechnik

Handkurbelplanetarium von Wilhelm Schickard

- eines Schüttgutschiebers

### Ziehen oder Schieben
- des Schlittens einer Drehmaschine, Fräsmaschine oder anderer Werkzeugmaschinen
- einer Winsch auf einem Segelboot oder Segelschiff
- einer Aufzugsanlage (Notbetrieb)
- zum manuellen, händischen öffnen oder schließen

### Kippbewegung
- einer Betonmischmaschine
- einer Bessemerbirne
- einer Absperrklappe oder einer anderen Klappe z. B. in einem Windkanal

## Anwendungen

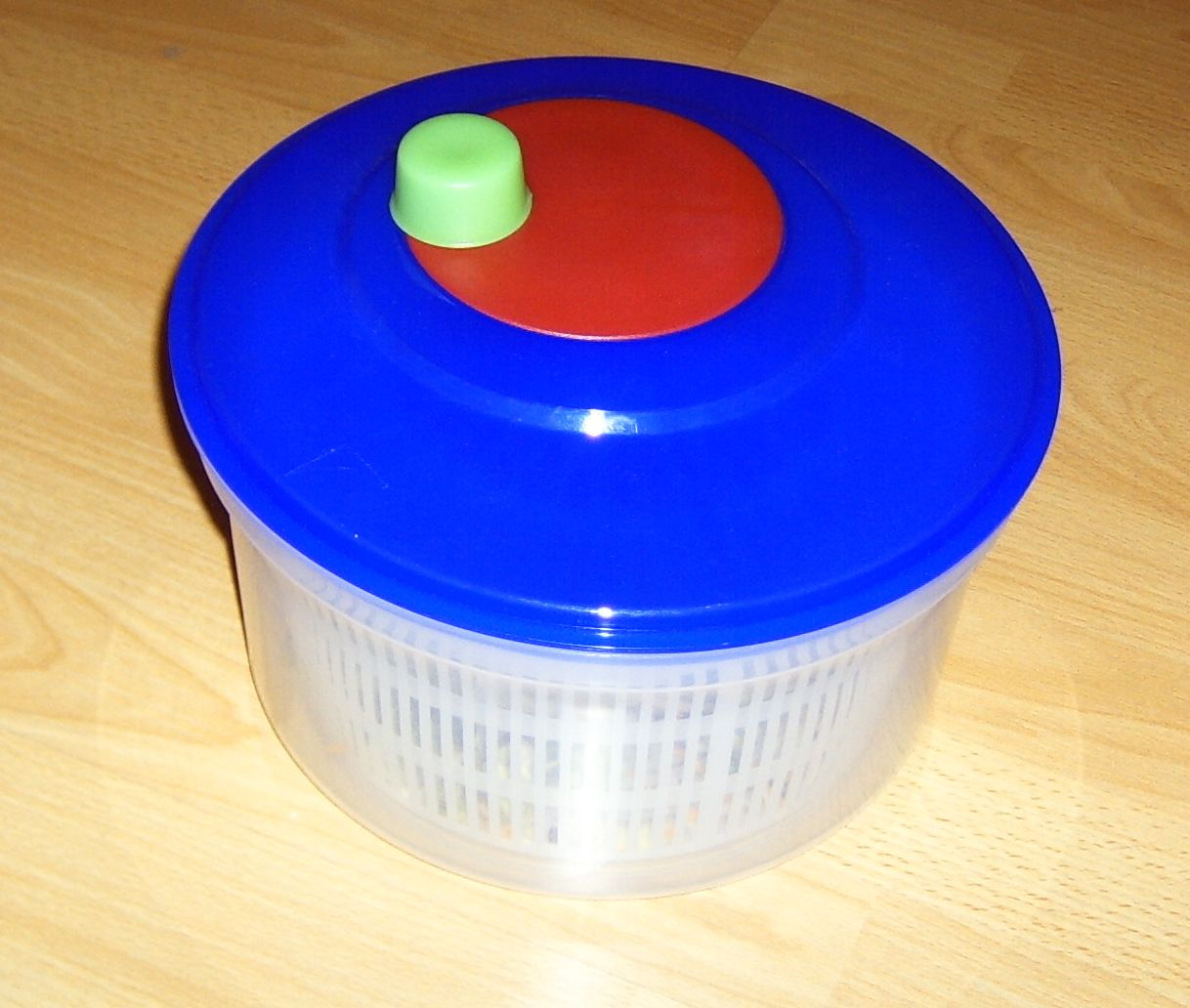
Salatschleuder
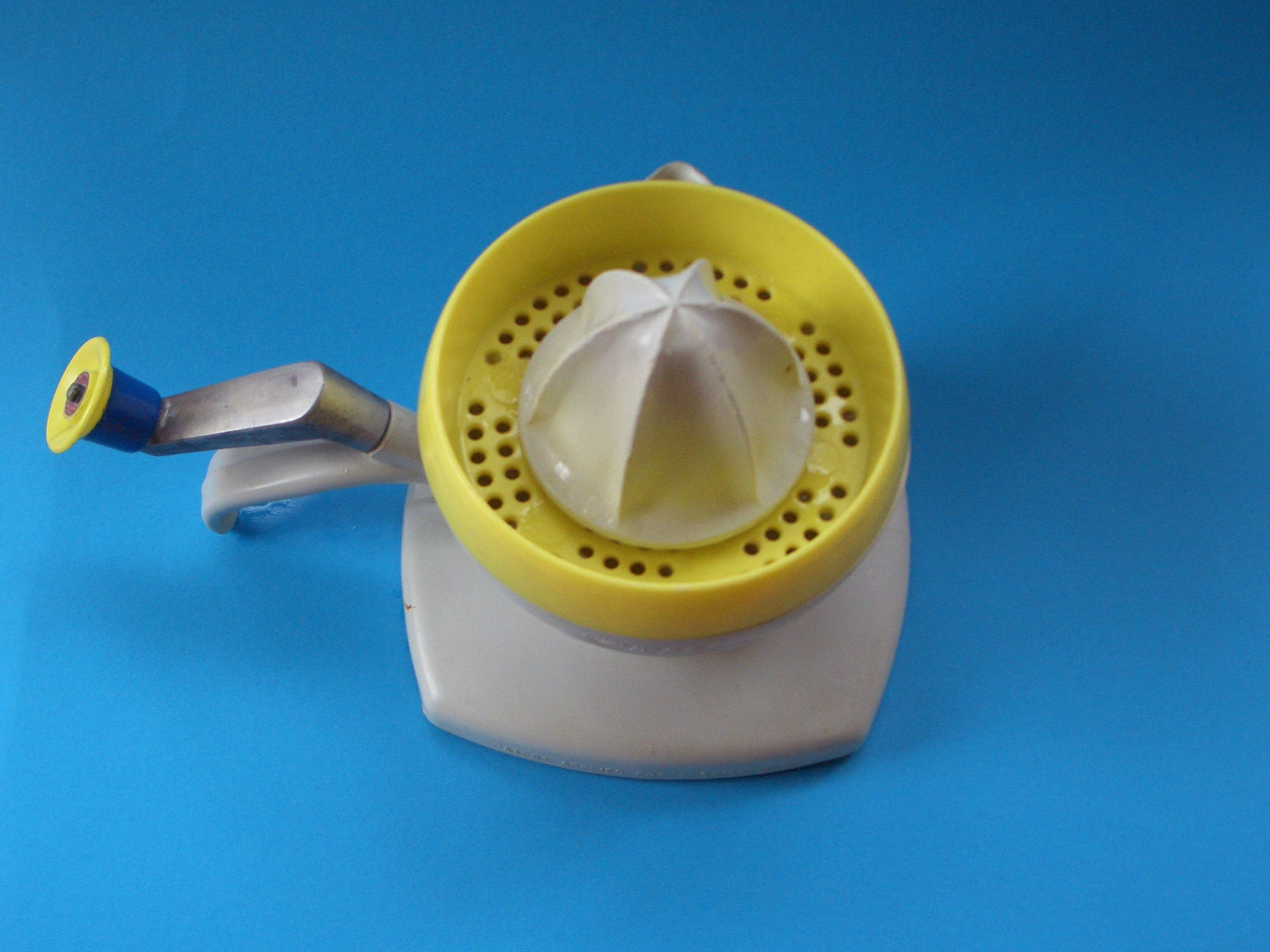
Zitronenpresse
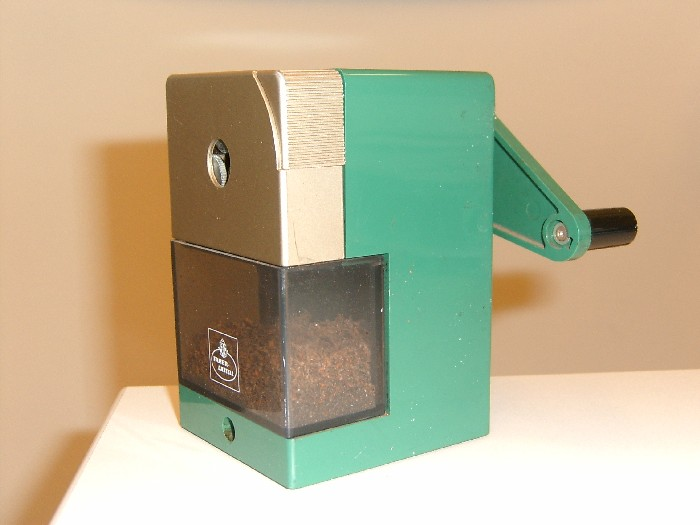
Anspitzer
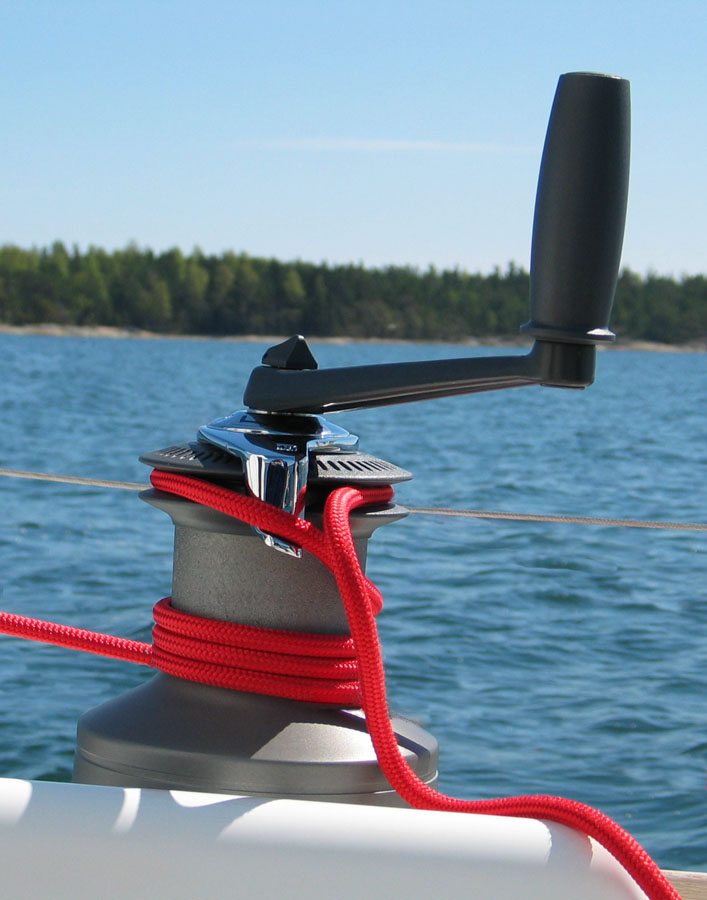
Segel-Winsch
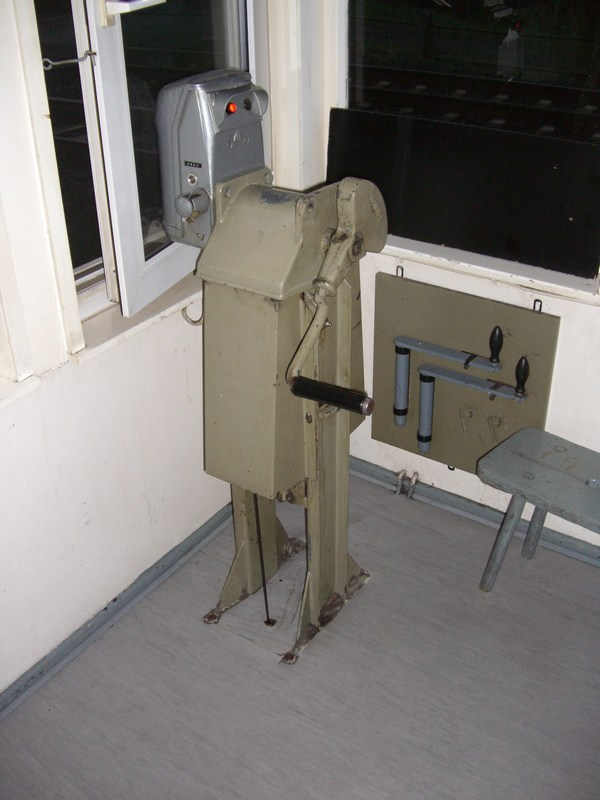
Schrankenwinde (Bahn)

## Verwandte Themen
- Bei Eisenbahn-Draisinen wird eine Kurbel über eine handbetriebene Kurbelschwinge angetrieben.
- Das Gegenstück im Fußbetrieb ist die Tretkurbel.